# Saltsburg
Saltsburg är en kommun av typen borough i Indiana County i Pennsylvania. Vid 2010 års folkräkning hade Saltsburg 873 invånare.